# 인도계 수리남인
인도계 수리남인(네덜란드어: Hindoestanen; 영어: Indo-Surinamese)은 인도 아대륙에서 온 조상을 가진 수리남의 국민이다. 그들의 조상은 19세기와 20세기 동안 네덜란드와 영국이 네덜란드 식민지 수리남으로 데려온 인도 계약 노동자였다. 수리남의 인구는 148,443명으로 전체 인구의 27.4%를 차지하며, 수리남에서 가장 큰 민족이다.

## 어원학
인도계 수리남인은 네덜란드어로 "힌두스탄에서 온 사람"이라는 뜻에서 유래한 힌두스타넨(Hindoestanen)이라는 용어로 지역적으로도 알려져 있다. 그러므로, 인도인들이 수리남으로 이주했을 때, 그들은 인도 기원의 사람들인 힌두스타니라고 일컬어졌다. 1947년부터 수리남의 민족은 힌두스타넨으로 공식 명칭이 바뀌었다. 힌두스타넨이라는 용어는 대부분 힌두교의 추종자들과 연관되어 있었기 때문에, 힌두스타넨은 수리남의 인도 이민자들 중 무슬림과 기독교 추종자들을 포함한다. 오늘날 "힌두스타넨"과 "힌도스타넨"이라는 용어는 네덜란드 공통어에서 상호 교환적으로 사용되며, 이와 함께 힌두스타넨의 의미가 더 포괄적이게 되었다. 그들은 또한 "계약이 있는 사람"이라는 뜻으로, 노동자가 근로와 체류 기간에 대해 서명해야 하는 계약서를 가리키는 용어인 기르미티아스로도 알려져 있었다.

## 역사
영국령 인도 기간 동안, 많은 인도인들은 일 때문에 다른 영국 식민지로 보내졌다. 네덜란드 식민지 수리남에서 노예제가 폐지된 후, 네덜란드 정부는 영국과 계약직 근로자 모집에 관한 조약을 체결했다. 1873년 당시 영국령 인도였던 수리남으로 이주하기 시작했는데, 주로 오늘날의 인도 우타르프라데시주 출신이 75%에 달했고, 비하르주, 하리아나주, 펀자브, 타밀나두주 출신이 더 적었다. 하지만, 이민자들 중에는 아프가니스탄과 네팔과 같은 남아시아의 다른 지역에서 온 노동자들 또한 있었다.
인도 계약 노동자들을 수송하는 첫 번째 배인 랄라 루크는 파라마리보에 도착했다. 수리남의 새로 해방된 노예들은 인도 노동자들이 항구에서 하선하는 것을 보고 "백인은 여전히 보스"라는 뜻의 "조보탄바시"를 언급했다고 하며, 이는 그들이 그 발전을 노예 무역의 연속이라고 생각했음을 시사한다. 수리남에서 인도 노동자들의 운송과 생활 조건은 네덜란드 노예 무역이 폐지되기 전보다 더 악화되었다. 영국령 인도 총독은 이를 "새로운 노예 제도"라고 묘사했다. 1870년대에 인도 노동자들을 보호하기 위한 새로운 법안이 통과되면서 상황이 크게 개선되었다. 영국 정부와 인도의 식민지 영국 정부는 노예제도에 대한 비교가 그들의 명성을 해칠 것을 우려했고, 인도 노동자들의 운송을 더 안전하게 하고 농장에서의 노동 조건을 개선하기 위해 몇 가지 법률을 제정했다. 길고 어려운 협상 끝에 영국과 근로자 모집 협정에 서명한 네덜란드 정부도 협정이 위태로워질 것을 우려해 영국이 부과한 규정을 꼼꼼히 따랐다. 네덜란드인들은 또한 노예 무역을 부활시켰다는 비난을 받을 것을 우려했다.
인도에서 수송되는 노동자들의 사망률을 줄이기 위해, 식민지 영국 정부는 모든 배에 적어도 한 명의 의사가 있어야 한다고 요구했다. 규정상 의사가 유럽 출신이어야 했기 때문에, 규정상 인도 계약 노동자 한 명을 번역자로 임명하고, 여행 끝에 그의 봉사에 대한 대가를 지급해야 했다. 다른 규정들은 모든 선박이 매일 최소 500리터의 바닷물을 생산할 수 있는 증류 장치를 갖추도록 의무화했고, 또한 선박은 병실, 남녀 간호 직원, 적절한 음식과 약품, 그리고 승객들의 숙소에 인공 환기를 할 것을 요구했다. 또 다른 규정은 3월 말에서 8월 초 사이에 인도 계약 노동자들을 수송하는 선박이 출항하는 것을 금지했다. 이 규정을 위반한 선박회사는 앞으로 접촉자를 수송하는 것이 금지될 것이다. 1680년에서 1807년 사이 농장에서 일하는 노예들의 사망률은 평균 인구 1,000명당 50.9명이었지만, 1873년 이후 법이 통과되면서 인도 노동자들 사이에서는 1,000명당 7.1명으로 떨어졌다.
1972년 인구 조사에서 인도계 수리남인은 인구의 37.6%를 차지했다. 1975년 11월 25일 수리남이 독립하면서 인도계 수리남인 인구의 상당 부분이 네덜란드로 이주하여 네덜란드 여권을 보유하게 되었다.

## 종교
인도계 수리남인 중 가장 많은 종교는 힌두교이며, 78%의 사람들이 실천하고 있으며, 이슬람교 (13%), 기독교 (7%), 자이나교 (7%)가 그 뒤를 잇고 있다. 힌두교도의 약 63%는 다야난다 사라스와티가 시작한 개혁운동 아리아 사마지의 15%와 차별화하기 위해 사나타니라고 부르는 정통 힌두교를 믿는다. 인도계 수리남인 무슬림 중 75%는 수니파 이슬람교를 믿는 반면 25%는 라호르 아흐마드파 이슬람 전파 운동 또는 아흐마드파 공동체의 아흐마드파라고 한다.

## 저명한 인물
- 로버르트 아메이랄리 - 수리남의 제6대 부통령
- 찬 산토히 - 수리남의 제10대 대통령
- 아론 빈터르 - 네덜란드의 전 축구 선수